# Duby a javor nad zámkem
Duby a javor nad zámkem je řada tří (původně čtyř) památných stromů, dvou dubů letních (Quercus robur) a jednoho javoru mléče (Acer platanoides) v Hrozňatově, místní části Chebu v Karlovarském kraji. Stromy rostou v aleji vedoucí od hradu a zámku Kinsberg k poutnímu místu Maria Loreto ve Starém Hrozňatově. Nejmohutnější je spodní dub s košatou korunou sahající do výšky 24 m, obvod kmene měří 441 cm (měření 2014).
Za památné byly stromy vyhlášeny v roce 1999 jako krajinná dominanta a součást kulturní památky.

## Stromy v okolí
- Dub ve Slapanech
- Chebský dub
- Buk lesní a dub letní v Doubravě
- Doubravský buk
- Alej Doubrava